# فرنسيس كيني
فرنسيس كيني (بالإنجليزية: Francis Kenny)‏ هو مصور سينمائي أمريكي، ولد في عقد 1950 في إنديانابوليس في الولايات المتحدة.

## وصلات خارجية
- فرنسيس كيني على موقع IMDb (الإنجليزية)
- فرنسيس كيني على موقع ألو سيني (الفرنسية)
- فرنسيس كيني على موقع أول موفي (الإنجليزية)
- فرنسيس كيني على موقع قاعدة بيانات الأفلام السويدية (السويدية)
- فرنسيس كيني على موقع قاعدة بيانات الفيلم (الإنجليزية)
- فرنسيس كيني على موقع كينوبويسك (الروسية)